# 브랜던 프레이저
브랜던 마이클 프레이저(영어: Brandon Michael Frazier, 1992년 11월 19일~)는 미국의 피겨스케이팅 선수로 주 종목은 페어이다. 현재 파트너는 알렉사 니어림으로 2022년 동계 올림픽에서 단체전 은메달을 획득했고, 2022년 세계 선수권 대회에서 금메달을 획득하며 미국 국적 선수로는 43년만에 세계 선수권 대회 페어 부문에서 우승을 차지했다.